# Nyctinomops laticaudatus
Nyctinomops laticaudatus é uma espécie de morcego da família Molossidae. Pode ser encontrada na América Central e do Sul.

## Descrição
É um morcego relativamente pequeno, medindo cerca de 10 cm (3,9 pol) de comprimento total e pesando 11 g (0,39 oz) em média. Possuem um corpo castanho escuro com plumas mais claras e asas translúcidas e sem pelos. O focinho é pontiagudo com a ponta voltada para cima e a mandíbula inferior é mais longa e estreita. As orelhas são excepcionalmente largas e arredondadas e se juntam no meio da testa.

## Distribuição e habitat
São encontrados em florestas tropicais e subtropicais da costa do México ao sul do Brasil. Tem sido relatado em uma variedade de tipos de floresta, bem como em habitats de cerrado e até mesmo em áreas urbanas. É encontrado desde planícies costeiras até florestas nubladas de até 1 500 m (4 900 pé), mas é mais comum abaixo de 500 m (1 600 pé). Há cinco subespécies reconhecidas:
- N. l. laticaudatus - sul do Paraguai e partes vizinhas do Brasil e Argentina;
- N. l. europs - América do Sul a leste dos Andes, da Venezuela ao norte do Paraguai e Argentina;
- N. l. ferrugineus - regiões costeiras do centro e nordeste do México;
- N. l. macarenensis - América do Sul a oeste dos Andes, do extremo oeste da Venezuela ao extremo norte do Peru;
- N. l. yucatanicus - América Central, sul do México e Cuba.

## Biologia e comportamento
É uma espécie noturna que se empoleira durante o dia em fendas rochosas, permanecendo em grupos bem compactados de 150 a 1.000 indivíduos. No entanto, em Tamaulipas, há relatos de colônias de vários milhares de habitantes empoleirados em cavernas. Tais colônias podem existir durante todo o ano.
São insetívoros, alimentando-se principalmente de besouros e mariposas. Predadores incluem corujas, gaviões e cobras que escalam árvores.
Reproduzem-se na estação das chuvas, dando à luz entre junho e julho na parte norte de sua área de distribuição e, no final do ano, mais ao sul. As fêmeas dão à luz um único filhote sem pêlos, pesando cerca de 3 g (0,11 oz), que abre os olhos pela primeira vez poucas horas após o nascimento.